# Kristályszerkezet

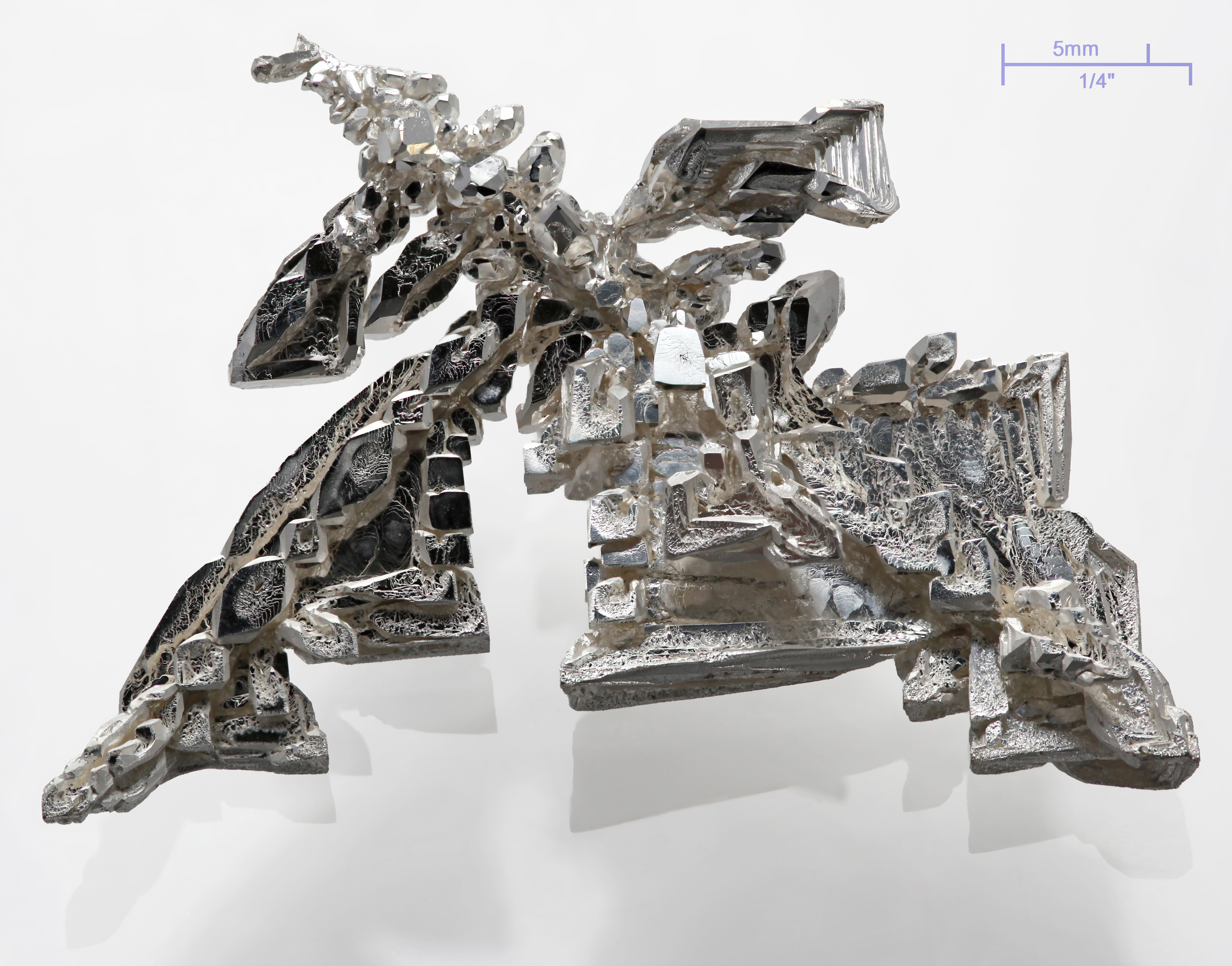
Elektrolízissel előállított, igen tiszta (>99,95%) ezüstkristály, jól látható dendrites szerkezettel. Tömege kb. 11 gramm.

A kristályszerkezet a kristályos anyagban lévő atomok, ionok vagy molekulák szerkezete, amely szabályos, térbeli rendezettséggel bír. A kristályszerkezetet a tér minden irányában periodikusan ismétlődő elemi cella alkotja. A kristályszerkezet vizsgálata a kristálytan tudományágának a tárgya. A kristálytan a kristályok külső alakját és belső szerkezeti felépítését vizsgálja.

## Alapfogalmak
A kristályok vizsgálata során használt, alapvető kifejezések terén széleskörű zavar mutatkozik: gyakran összekeverik a kristályrendszert a kristálycsaláddal, a rácsrendszert a kristályrendszerrel, illetve a kristályszerkezetet a kristályráccsal. Emiatt fontos a jelentésbeli különbségtétel a fogalmak között.
A kristályszerkezet a kristályos anyagban lévő részecskék szabályos elrendeződése a háromdimenziós térben. Ezzel szemben a kristályrács csak képzeletbeli pontok tömbje, bár a kristályrácspontok hagyományosan az elemi cella sarkaiba vannak helyezve, ezért könnyű összekeverni a két kifejezést.
A kristályrács olyan matematikai koncepció, amelyben a rácspontok szabályos, geometriai elrendeződésben vannak, és periodikusan ismétlődnek. A kristályrácsban lévő rácspontok megfeleltethetők az adott kristályos anyag részecskéivel.
A Bravais-rács a kristálytan egy geometriai modellje, amelyet kristályok szerkezetének leírásához alkalmaznak. A kristályrács általános fogalmához egy csoportosítási módszert ad, segítségével a kristályok szimmetriái, és az azzal kapcsolatos törvényszerűségek írhatók le. A Bravais-rácsokat hét rácsrendszer és négy rácstípus kombinációja adja az ekvivalens rácsok kiszűrése után. Ennek értelmében a háromdimenziós térben a Bravais-rácsnak 14 lehetséges típusa fordulhat elő, melyekbe minden kristályos anyag besorolható.
A kristálycsalád a tércsoportok legalapabb készlete, mely tartalmazza a 32 kristályosztály mindegyikét. A kristálycsaládokat rácsok és pontcsoportok határozzák meg. Térbeli vonatkozásban a kristálycsaládok és kristályrendszerek megegyeznek, kivéve a hexagonális és trigonális kristályrendszereket, melyek ugyanabba a hexagonális kristálycsaládba vannak egyesítve. Összesen hat kristálycsalád létezik: monoklin, triklin, ortorombos, tetragonális, hexagonális és köbös.
A kristályrendszer a kristályrácsok elemi cellája alapján besorolt hét rendszer (monoklin, triklin, ortorombos, trigonális, tetragonális, hexagonális, köbös) valamelyike.

## Az anyagok kristályos és amorf szerkezete
Az ásványok alaktani és fizikai tulajdonságaik alapján kétfélék lehetnek.
- Alaktalanok vagyis amorfok, melyeknek semmiféle jellegzetes alakjuk nincs és fizikai tulajdonságaik minden irányban megegyeznek, ezek izotrópok.
- Kristályosak, amelyeknek valamilyen törvényszerű, illetve szimmetrikus térrácsban helyezkednek el az alkotórészek, ebből következően kifejlődésük is felismerhető szabályossággal rendelkezik.

A kristályok többségének fizikai sajátosságai csak a párhuzamos irányokban azonosak, a különböző irányokban eltérőek, ezeket anizotrópnak nevezzük. Az ásványok zöme anizotróp tulajdonságú kristályokból épül fel, vagyis jellemzőjük a kristályszerkezet, az alkotóelemek térbeli elhelyezkedése, vagyis az a kristályrács, ami különböző szimmetriákban nyilvánul meg, és egyes ásványfajtákon belül különböző is lehet.

## Illeszkedés a kristályokban
A részecskék illeszkedését a kristályrácsokban kristályilleszkedésnek hívják, amelyet két fő törekvés szabályoz. Egyrészt a legszorosabb illeszkedés elve alapján a rácsot alkotó molekulák úgy helyezkednek el, hogy közöttük a lehető legkisebb üres tér maradjon. Másrészt pedig a legnagyobb vonzás elve arra készteti a rácsban lévő részecskéket, hogy elhelyezkedésükkel elősegítsék a minél nagyobb vonzás létrejöttét. Ez leginkább akkor tud érvényesülni, ha a részecskék töltéssel vagy polaritással rendelkeznek, és úgy rendeződnek, hogy az ellentétes töltések minél közelebb legyenek egymáshoz, ezáltal ionkötést vagy hidrogénkötést kialakítva.

## A kristályrácsok típusai
A kristályrácsot atomok, ionok, és molekulák is alkothatják. A rácspontokon elhelyezkedő kristályrácsalkotók közötti kötés jellege szerint négy különböző kristályrácstípust ismerünk: atom-, ion-, molekula- és fémrácsot. A kristályrács felépítése során a rácspontba beépülő elemek energiát adnak le, ezért a kristályrács felbomlásához energiabefektetés szükséges.

## Hét kristályrendszer
A kristályszerkezet alapján hét kristályrendszert és ezeken belül 32 kristályosztályt különböztetnek meg. A hét kristályrendszer egyben önálló koordináta-rendszer is, tengelykeresztjük meghatározó jelentőségű, mert tartalmazza a lehetséges szimmetriaelemeket. Egyes ásványok többféle kristályrendszerben is előfordulnak (például kén).

### Triklin (háromhajlású) kristályrendszer

Háromhajlású (triklin) rendszer.

A tengelykeresztek különböző egységhosszúak és különböző szögeket zárnak be egymással. A legkevesebb szimmetriaelemmel rendelkezik, jellemző szimmetriatengelye nincs, minden kristálylap különálló és egyedi. A triklin rendszer két osztályt tartalmaz:
- pedionos
- véglapos

Fontosabb ásványai: kaolinit, rodonit, türkiz, cianit, timsócsoport, kalkantit.

### Monoklin (egyhajlású) rendszer

Egyhajlású (monoklin) rendszer.

A rendszerben a tengelyarányok különbözőek, a hajlásszögük egymáshoz képest egy kivételével derékszögű, kevés szimmetriaelemet tartalmaz. A rendszer osztályai:
- szfenoidos
- dómás
- prizmás.

Fontosabb ásványai: gipsz, azurit, kén, lazulit, malachit, manganit, muszkovit, ortoklász, szóda, talk, timsócsoport, csillámok.

### Rombos rendszer

Szimpla rombos.

Lapcentrált rombos

A három koordinátatengely egymásra merőleges, de különböző egységhosszúságú. Szimmetriaelemeinek száma több, mint három. A rendszer három osztályt tartalmaz:
- biszfenoidos
- piramisos
- bipiramisos.

Fontosabb ásványa: anhidrit, aragonit, antimonit, barit, enargit, kalkozin, kén, markazit, nagyágit, olivincsoport, topáz, csillámok.

### Tetragonális (négyzetes) rendszer

Tércentrált négyzetes.

A három tengely egymásra merőleges, de csak kettő azonos egységhosszúságú, így a főtengely kitüntetett szerepű. Főtengelyes kristályrendszernek is nevezik. Több főtengelyi, melléktengelyi és síkszimmetriával (tükörszimmetria) is rendelkezik. A rendszerbe hét osztály tartozik:
- piramisos
- bipiramisos
- trapezoéderes
- ditetragonális piramisos
- ditetragonális bipiramisos
- biszfenoidos
- szkaleonéderes

Fontosabb ásványai: anatáz, bornit, cirkon, kalkopirit, kassziterit, rutil, torit, vezuvián.

### Trigonális rendszer

Lapcentrált trigonális.

A főtengely a melléktengelyekkel derékszöget zárnak be, a melléktengelyek egymáshoz képest nem derékszögűek, a főtengely és a melléktengelyek egységhossza különböző. Sok tengely-, lap- és tükörszimmetriával rendelkezik. Hét kristályosztály tartozik ide:
- piramisos
- romboéderes
- trapezoéderes
- ditrigonális piramisos
- ditrigonális szkalenoéderes
- dipiramisos
- ditrigonális dipiramisos

Fontosabb ásványai: alunit, ankerit, cinnabarit, dolomit, kalcit, korund, kvarc, magnezit, rodokrozit, sziderit, tellúr, turmalincsoport.

### Hexagonális (hatszöges) rendszer

Hexagonális rendszer.

Hasonló a trigonális rendszerhez, de szimmetriájában döntően a hatszöges elemek az elsőrendűek. Ide tartozó kristályosztályok:
- piramisos
- dipiramisos
- trapezoéderes
- dihexagonális piramisos
- dihexagonális dipiramisos

Fontosabb ásványai: apatit, grafit, kalkozin, kvarc, molibdenit, nefelin, nikkelin, vanadinit.

### Köbös (szabályos) kristályrendszer

Szimpla szabályos.

Tércentrált szabályos.

Lapcentrált szabályos.

Tengelykeresztjeiből mindhárom egyenértékű, egymásra merőlegesek, egymással felcserélhetők. Ez arra utal, hogy a tulajdonságok jelentős része az iránytól független. Ez a kristályrendszer szabályosságáról könnyen felismerhető, de osztályai nehezen különböztethetőek meg. A rendszer osztályai:
- tetraéderes pentagon-dodekaéderes
- diszdodekaéderes
- pentagonikozi-tetraéderes
- hexakisztetraéderes
- hexakiszoktaéderes

Fontosabb ásványai: arany, argentit, arzenolit, ezüst, fluorit, galenit, gránátcsoport, gyémánt, kobaltin, kősó, krisztobalit, kuprit, lazurit, magnetit, pirit, platina, réz, szalmiák, szfalerit, timsócsoport, torianit.